# 波普 (加利福尼亞州因皮里爾縣)
波普（英語：Pope）是位於美國加利福尼亞州因皮里爾縣的一個非建制地區。該地的面積和人口皆未知。

## 地理
波普的座標為33°21′57″N 115°43′22″W / 33.36583°N 115.72278°W，而該地的平均海拔高度為-60米（即-197英尺）。